# Iskandria Kaman wa Kaman

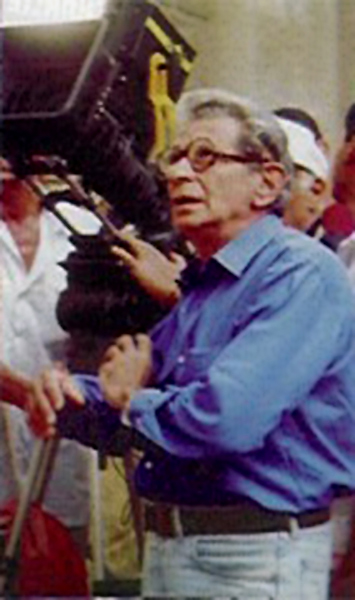
Youssef Chahine, diretor do filme Iskandria Kaman wa Kaman

Iskandria Kaman wa Kaman (إسكندرية كمان وكمان‎) é um filme de drama egípcio de 1989 dirigido e escrito por Youssef Chahine. Foi selecionado como representante do Egito à edição do Oscar 1990, organizada pela Academia de Artes e Ciências Cinematográficas.

## Sinopse
Durante uma greve de fome na indústria cinematográfica egípcia, Yehia, um cineasta famoso, fica obcecado com Amr, o ator principal em um de seus filmes, e com Nadia, uma mulher com que ele quer trabalhar.

## Elenco
Youssra - Nadia
Youssef Chahine - Yehia Eskendarany
Amr Abdulgalil - Amr
Hussein Fahmy - Stelio
Hesham Selim - Magdy 
Tahiyyah Karyuka - Tahia